# Linux
Als Linux (deutsch [ˈliːnʊks] ⓘ) oder GNU/Linux (siehe GNU/Linux-Namensstreit) bezeichnet man in der Regel freie, unixähnliche Mehrbenutzer-Betriebssysteme, die auf dem Linux-Kernel und wesentlich auf GNU-Software basieren. Die weite, auch kommerzielle Verbreitung wurde ab 1992 durch die Lizenzierung des Linux-Kernels unter der freien Lizenz GPL ermöglicht. Einer der Initiatoren von Linux war der finnische Programmierer Linus Torvalds. Er nimmt bis heute eine koordinierende Rolle bei der Weiterentwicklung des Linux-Kernels ein und wird auch als Benevolent Dictator for Life (deutsch „wohlwollender Diktator auf Lebenszeit“) bezeichnet.
Das modular aufgebaute Betriebssystem wird von Softwareentwicklern auf der ganzen Welt weiterentwickelt, die an den verschiedenen Projekten mitarbeiten. An der Entwicklung sind Unternehmen, Non-Profit-Organisationen und viele Freiwillige beteiligt. Beim Gebrauch auf Computern kommen meist sogenannte Linux-Distributionen zum Einsatz. Eine Distribution fasst den Linux-Kernel mit verschiedener Software zu einem Betriebssystem zusammen, das für die Endnutzung geeignet ist. Dabei passen viele Distributoren und versierte Benutzer die Software an ihre eigenen Zwecke an.
Linux wird vielfältig und umfassend eingesetzt, beispielsweise auf Arbeitsplatzrechnern, Servern, Mobiltelefonen, Routern, Notebooks, Embedded Systems, Multimedia-Endgeräten und Supercomputern. Dabei wird Linux unterschiedlich häufig genutzt: So ist Linux im Server-Markt wie auch im mobilen Bereich eine feste Größe, während es auf dem Desktop und Laptops eine geringe Rolle spielt. Im November 2023 war es in Deutschland auf ca. 2,8 % der Desktop-Systeme installiert, und erreichte Anfang 2024 erstmals eine weltweite Verbreitung von über 4 %.
Unter den Nutzern von Linux sind Privatleute, Regierungen, Organisationen und Unternehmen.
Patentrechtlich wird Linux durch das Open Invention Network (OIN) geschützt. Des Weiteren fördert und unterstützt die Linux Foundation den Fortbestand und die Weiterentwicklung von Linux.

## Geschichte

### Entwicklungen im Vorfeld
1983 rief Richard Stallman das GNU-Projekt ins Leben. Ziel war es, ein frei verfügbares Unix-ähnliches Betriebssystem zu schaffen. Zwar war Anfang der 90er Jahre bereits eine beachtliche Menge an Software geschrieben worden, doch der eigentliche Betriebssystemkern (GNU Hurd) steckte noch in den Kinderschuhen und entwickelte sich nur langsam. Die ebenfalls freie Berkeley Software Distribution, die sich in den 80er Jahren entwickelt hatte, war in einen Rechtsstreit mit ungewissem Ausgang verwickelt und stellte aus diesem Grund ebenfalls keine Alternative als freies Betriebssystem dar. Somit stand Anfang der 90er Jahre kein vollständiges freies System zur Verfügung, das für Entwickler interessant gewesen wäre.

### Historische Entwicklung

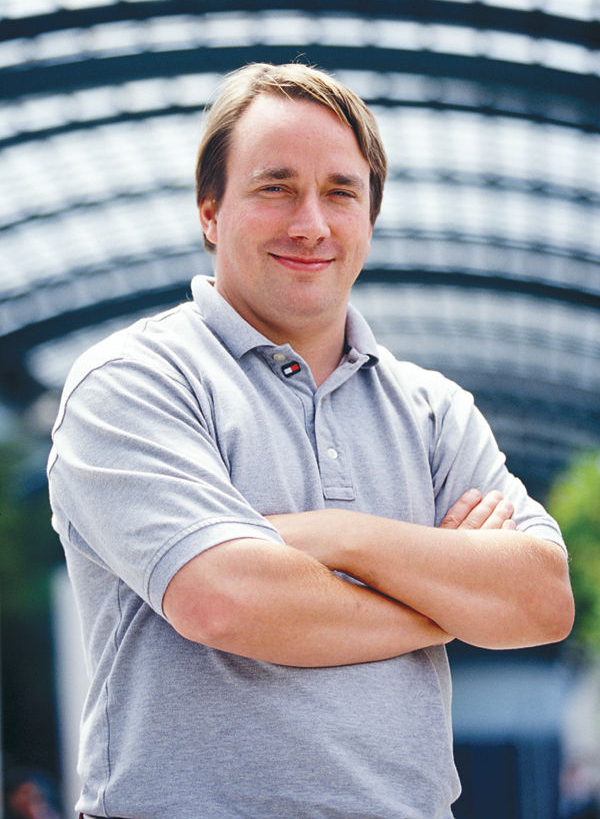
Linus Torvalds, 2002

1991 begann Linus Torvalds in Helsinki (Finnland) mit der Entwicklung einer Terminal-Emulation, um unter anderem seinen eigenen Computer besser zu verstehen. Mit der Zeit merkte er, dass sich das System immer mehr zu einem Betriebssystem entwickelte; daraufhin kündigte er es in der Usenet-Themengruppe für das Minix-Betriebssystem comp.os.minix an. Im September desselben Jahres sollte das System dann auf einem Server den Interessierten zur Verfügung gestellt werden. Dem damaligen FTP-Server-Administrator Ari Lemmke gefiel keiner der von Torvalds vorgeschlagenen Namen Freax oder Buggix, deshalb veröffentlichte er es stattdessen in einem Verzeichnis mit dem Namen Linux. Torvalds war mit diesem Namen zunächst nicht einverstanden, gab seinen Widerstand aber schnell auf, weil er nach eigener Aussage eingestehen musste, dass Linux einfach ein besserer Name war.
Linux wurde zu dieser Zeit noch unter einer proprietären Lizenz von Torvalds veröffentlicht, welche die kommerzielle Nutzung verbot. Er merkte jedoch bald, dass das den Fortschritt der Entwicklung behinderte. Er wollte allen Entwicklern deutlich mehr Freiraum geben und stellte Linux deshalb im Januar 1992 unter die GNU GPL. Es war nun möglich, Linux in GNU zu integrieren und dies als das erste freie Betriebssystem zu vertreiben. Dieser Schritt machte das System für eine noch größere Zahl von Entwicklern interessanter, da er die Modifizierung und Verbreitung vereinfachte.

### Die Bezeichnung GNU/Linux
Die Bezeichnung Linux wurde von Torvalds anfänglich nur für den von ihm geschriebenen Kernel genutzt. Dieser wurde anfänglich auf Minix verwendet. Torvalds und die anderen Linux-Autoren lizenzierten 1992 Linux unter der GNU GPL, so dass der Kernel in GNU integriert werden konnte. Diese GNU-Variante wurde schnell zur meist genutzten Variante, da es zu dieser Zeit keinen anderen funktionsfähigen freien Kernel gab. Als Torvalds und seine Anhänger später auch das gesamte Betriebssystem als Linux bezeichneten, versuchte Richard Stallman als Gründer des GNU-Projekts,  bald, den Namen GNU/Linux durchzusetzen, um der Rolle von GNU eine in seinen Augen angemessene Geltung zu verschaffen. Diese Forderung stieß auf unterschiedliche Reaktionen. Während das GNU-Projekt und das Debian-Projekt den Namen annahmen, lehnten die meisten Entwickler und anderen Linux-Distributoren dies ab oder widersetzten sich deutlich. Begründet wurde dies einerseits mit Bequemlichkeit, weil der Name Linux als einfacher angesehen wurde, und andererseits mit dem Hinweis, dass mittlerweile eine beachtliche Menge der mit Linux ausgelieferten Software nicht aus dem GNU-Projekt stamme. Mit Chimera Linux gibt es mittlerweile auch eine Distribution, die anstelle der GNU Core Utilities das Userland von FreeBSD und doas von OpenBSD, anstelle der GNU Compiler Collection das modulare Compiler-System LLVM und musl anstelle der GNU-C-Bibliothek verwendet, womit die Distribution die Funktionsweise eines GNU/Linux nachbildet, aber dennoch ein Linux ohne GNU ist.

### Entwicklung

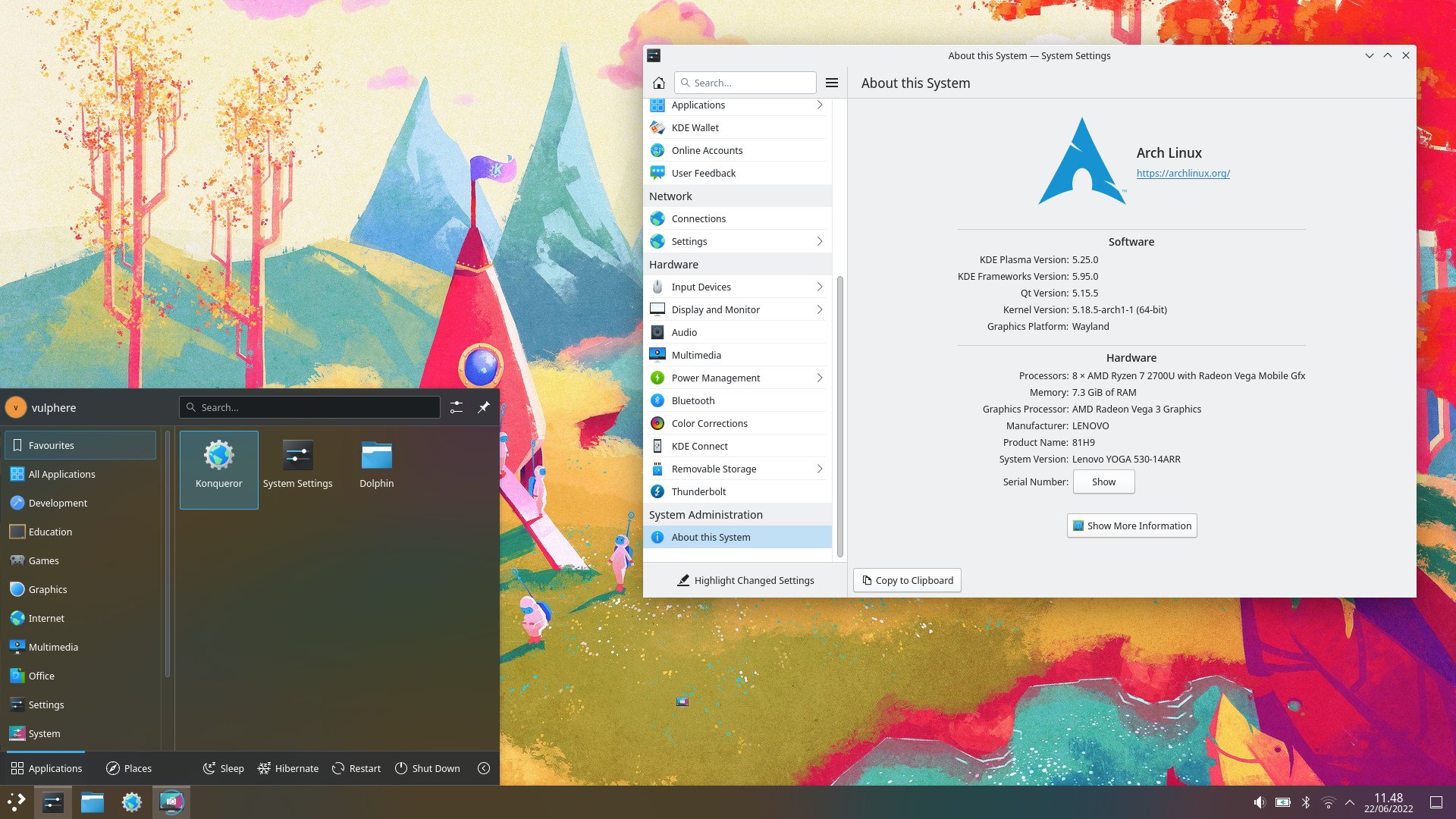
Grafische Benutzeroberfläche KDE

Die Entwicklung des Linux-Kernels wird nach wie vor von Torvalds organisiert. Er ist dafür bei der gemeinnützigen Linux Foundation angestellt. Andere wichtige Entwickler werden oft von verschiedenen Firmen bezahlt. So arbeitet z. B. Andrew Morton im Auftrag von Google am Linux-Kernel und ist im sogenannten Merge Window dafür zuständig, alle Änderungen zu sammeln und an Torvalds weiterzuleiten.
Neben der Kernel-Entwicklung haben sich auch andere Projekte um das Betriebssystem gesammelt, die es für eine größere Nutzerzahl interessant machten. So ermöglichen grafische Benutzeroberflächen wie KDE oder Gnome einen hohen Benutzerkomfort beim Einsatz als Desktop-System. Verschiedene auf den Desktop ausgelegte Linux-Distributionen vereinfachten die Installation und Konfiguration von Linux so weit, dass sie auch von Anfängern problemlos gemeistert werden können.
Eine weltweite Entwickler- und Anwendergemeinde erstellt eine Vielzahl weiterer Software und Dokumentation rund um Linux, wodurch sich die Einsatzmöglichkeiten enorm erweitert haben. Hinzu kommt, dass Hersteller proprietärer Software zunehmend einen Markt bei Linux-Anwendern erkennen und mit der Zeit immer mehr Programme für Linux anbieten. Die Entwicklung von Freier Software erfolgt dabei sowohl in selbstorganisierten Projekten, die aus ehrenamtlichen und bezahlten Entwicklern bestehen, als auch in Stiftungen, die teilweise von Unternehmen unterstützt werden. Allen Modellen ist gemeinsam, dass sie stark über das Internet vernetzt sind und dort ein Großteil der Organisation und Abstimmung stattfindet.

### Streit um Linux
Schon früh kam es rund um Linux zum Streit. 1992 griff Andrew S. Tanenbaum Linux wegen eines aus seiner Sicht veralteten Designs und eines zu liberalen Entwicklungsmodells an. Später kam Tanenbaum erneut ins Spiel, als Ken Brown an seinem Buch Samizdat schrieb und nach Anhaltspunkten suchte, dass Linux nur eine Kopie von Tanenbaums Minix sei. Tanenbaum nahm Linux diesmal in Schutz. Linux habe ein zu schlechtes Design, als dass es abgeschrieben sein könne.
Anderen Streit gab es mit erklärten Konkurrenten. Schon früh wurden interne Microsoft-Dokumente (Halloween-Dokumente) bekannt, die aufzeigten, dass Microsoft annahm, Linux sei die größte Gefahr für Windows. Später begann Microsoft mit einer Kampagne, um Windows bei einer Gegenüberstellung mit Linux technisch wie wirtschaftlich gut aussehen zu lassen. Während die Community diese Kampagne recht gelassen sah, starteten vor allem Unternehmen im Linux-Umfeld Gegenkampagnen. Im Herbst 2006 aber kündigten Microsoft und Novell an, bei Interoperabilität und Patentschutz zusammenzuarbeiten, um so die Zusammenarbeit der einzelnen Produkte zu verbessern.
Ein anderer Konkurrent, der Unix-Hersteller SCO, erhob wiederum 2003 den Vorwurf, dass bei IBM angestellte Linux-Entwickler Quellcode von SCOs Unix in Linux kopiert hätten. Das Verfahren wurde im Sommer 2007 eingestellt, die SCO Group ist inzwischen insolvent und vom Börsenhandel ausgeschlossen. 2013 wurde eine Wiederaufnahme des Verfahrens beantragt. Im Artikel SCO gegen Linux ist der Streit chronologisch dokumentiert.
Ebenfalls machte das Markenrecht Linux schon früh zu schaffen. So ließen einige Privatpersonen Mitte der 1990er Jahre den Namen Linux auf sich eintragen, was Torvalds nur mit viel Hilfe wieder rückgängig machen konnte. Er übertrug die Verwaltung der Markenrechte an das Linux Mark Institute, welches wiederum im Jahr 2005 auffiel, als es die Lizenzen für den Markenschutz auf bis zu 5.000 Dollar pro Jahr festlegte. Diese Summe brachte hauptsächlich viele an Community-Projekten beteiligte Gemüter in Wallung, woraufhin sich Torvalds genötigt fühlte, in einem offenen Brief Stellung zu nehmen und klarzustellen, dass das Geld schlichtweg benötigt werde, damit das gemeinnützig arbeitende Linux Mark Institute seine eigenen Kosten decken könne.

## Der Kernel

Struktur des Linux-Kernels im Detail

### Technik
Die Bezeichnung Linux wurde von Linus Torvalds anfänglich nur für den Kernel genutzt, dieser stellt der Software eine Schnittstelle zur Verfügung, mit der sie auf die Hardware zugreifen kann, ohne sie genauer zu kennen. Der Linux-Kernel ist ein in der Programmiersprache C geschriebener monolithischer Kernel, wobei einige GNU-C Erweiterungen benutzt werden. Wichtige Teilroutinen sowie zeitkritische Module sind jedoch in prozessorspezifischer Assemblersprache programmiert. Der Kernel ermöglicht es, nur die für die jeweilige Hardware nötigen Treiber zu laden. Weiterhin übernimmt der Kernel auch die Zuweisung von Prozessorzeit und Ressourcen zu den einzelnen Programmen, die auf ihm gestartet werden. Bei den einzelnen technischen Vorgängen orientiert sich das Design von Linux stark an seinem Vorbild Unix.
Der Linux-Kernel wurde zwischenzeitlich auf eine sehr große Anzahl von Hardware-Architekturen portiert. Das Repertoire reicht von eher exotischen Betriebsumgebungen wie dem iPAQ-Handheld-Computer, Navigationsgeräten von TomTom oder gar Digitalkameras bis hin zu Großrechnern wie IBMs System z und auch Mobiltelefonen wie dem Motorola A780 sowie Smartphones mit Betriebssystemen wie Android oder Sailfish OS auf dem Jolla. Trotz Modulkonzept blieb die monolithische Grundarchitektur erhalten. Die Orientierung der Urversion auf die verbreiteten x86-PCs führte früh dazu, verschiedenste Hardware effizient zu unterstützen und die Bereitstellung von Treibern auch unerfahrenen Programmierern zu ermöglichen. Die hervorgebrachten Grundstrukturen beflügelten die Verbreitung.

### Kernel-Versionen
Alle Kernel-Versionen werden auf kernel.org archiviert. Die dort zu findende Version ist der jeweilige Referenzkernel. Auf diesem bauen die sogenannten Distributionskernel auf, die von den einzelnen Linux-Distributionen um weitere Funktionen ergänzt werden. Eine Besonderheit stellt das aus vier Zahlen bestehende und durch Punkte getrennte Versionsnummernschema dar, z. B. 2.6.14.1. Sie gibt Auskunft über die genaue Version und damit auch über die Fähigkeiten des jeweiligen Kernels. Von den vier Zahlen wird die letzte für Fehlerbehebungen und Aufräumarbeiten geändert, aber nicht für neue Funktionen oder tiefgreifende Änderungen. Aus diesem Grund wird sie z. B. beim Vergleich von Kernel-Versionen nur selten angegeben. Die vorletzte, dritte Ziffer wird geändert, wenn neue Fähigkeiten oder Funktionen hinzugefügt werden. Gleiches gilt für die ersten beiden Zahlen, wobei hier die Änderungen und neuen Funktionen drastischer ausfallen müssen. Ab Version 3.0 (August 2011) wird auf die zweite Zahl verzichtet.

### Entwicklungsprozess
Die Entwicklung von Linux liegt durch die GPL und durch ein sehr offenes Entwicklungsmodell nicht in der Hand von Einzelpersonen, Konzernen oder Ländern, sondern in der Hand einer weltweiten Gemeinschaft vieler Programmierer, die sich in erster Linie über das Internet austauschen. In vielen E-Mail-Listen, aber auch in Foren und im Usenet besteht für jedermann die Möglichkeit, die Diskussionen über den Kernel zu verfolgen, sich daran zu beteiligen und auch aktiv Beiträge zur Entwicklung zu leisten. Durch diese unkomplizierte Vorgehensweise ist eine schnelle und stetige Entwicklung gewährleistet, die auch die Möglichkeit mit sich bringt, dass jeder dem Kernel Fähigkeiten zukommen lassen kann, die er benötigt. Eingegrenzt wird dies nur durch die Kontrolle von Linus Torvalds und einigen speziell ausgesuchten Programmierern, die das letzte Wort bei der Aufnahme von Verbesserungen und Patches haben. Auf diese Weise entstehen täglich grob 4.300 Zeilen neuer Code, wobei auch täglich ungefähr 1.800 Zeilen gelöscht und 1.500 geändert werden (Angaben nach Greg Kroah-Hartman als Durchschnitt für das Jahr 2007). An der Entwicklung sind derzeit ungefähr 100 Verantwortliche („maintainer“) für 300 Subsysteme beteiligt. Im Oktober 2024 wurden sämtliche russischen Maintainer von der weiteren Linux-Entwicklung ausgeschlossen, um „russische Trollfabriken“ fernzuhalten und die „Einhaltung internationaler Sanktionen“ gegen Russland sicherzustellen.

### Beispiele für Details an Kerneländerungen

#### Neuerungen im Kernel 2.6
Der stabile Kernel 2.6 wurde ab Dezember 2001 auf Basis des damaligen 2.4er-Kernels entwickelt und weist eine Reihe von Neuerungen auf. Die auffälligste Auswirkung dieser Änderungen ist, dass graphische und interaktive Anwendungen deutlich schneller ausgeführt werden.
Eine der wichtigsten Änderungen war dabei die Verbesserung des sogenannten O(1)-Schedulers, den Ingo Molnár für den 2.6er-Kernel komplett neu konzipierte. Er hat die Fähigkeit, das Zuweisen von Prozessorzeit zu unterschiedlichen Prozessen unabhängig von der Anzahl der Prozesse in konstanter Zeit zu erledigen. Seit Kernel 2.6.23 kommt allerdings stattdessen der sogenannte Completely Fair Scheduler zum Einsatz.
Eine andere Neuerung stellt die Einführung von Access Control Lists dar, mit deren Hilfe ein sehr fein abgestimmtes Rechtemanagement möglich ist, was vor allen Dingen in Umgebungen mit vielen Benutzern sehr wichtig ist. Ebenso verfügt der neue Kernel über ein deutlich verbessertes System der Dateiüberwachung. In der neuen Version, Inotify genannt, gibt die Überwachung bei jeder Operation an einer Datei eine Nachricht ab, was z. B. für Desktop-Suchmaschinen wichtig ist, die daraufhin ihren Index in Bezug auf diese Datei aktualisieren können.

## Distributionen

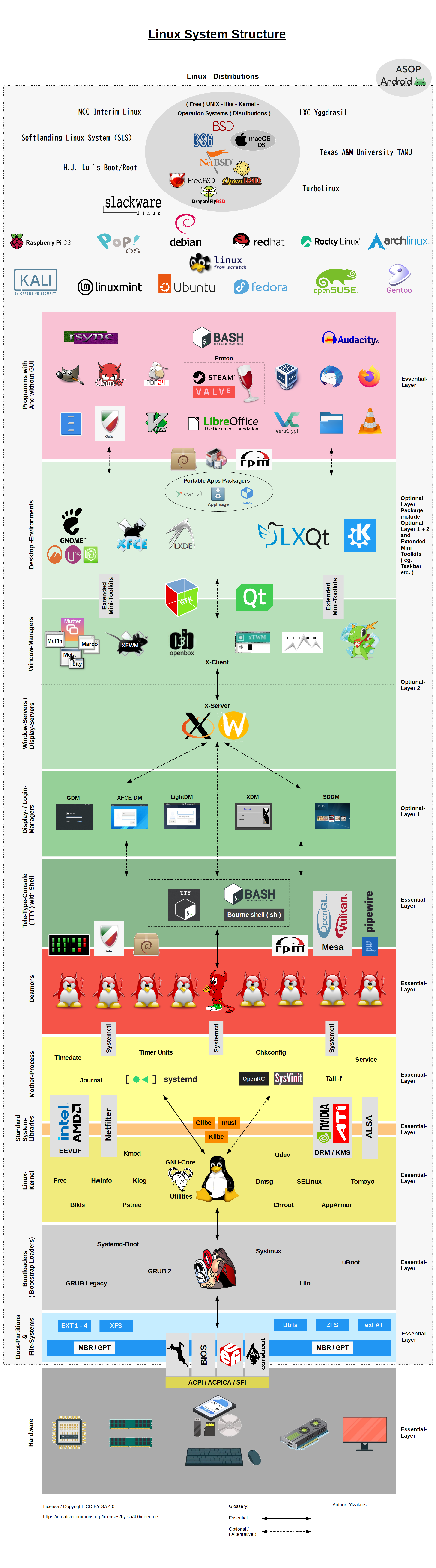
Komponenten und Wahlfreiheit eines Linux-Systems (vollständiger Bestandteil von Linux-Distributionen)

Da der Linux-Kernel allein nicht lauffähig oder benutzbar wäre, muss er zusammen mit Hilfssoftware, wie den GNU Core Utilities und vielen anderen Anwendungsprogrammen verteilt werden. Eine solche Zusammenstellung nennt man „Linux-Distribution“, sie ist eine Zusammenstellung verschiedener Software, die je nach Anforderung unterschiedlich sein kann. Die so entstandenen Distributionen unterscheiden sich zum Teil erheblich. Der Herausgeber einer Linux-Distribution ist der Distributor.

### Geschichte der Linux-Distributionen
Die Notwendigkeit von Linux-Distributionen ergab sich durch das Entwicklungsmodell von Linux nahezu sofort. Die Werkzeuge des GNU-Projekts wurden zügig für Linux angepasst, um ein arbeitsfähiges System bereitstellen zu können. Die ersten Zusammenstellungen dieser Art waren 1992 MCC Interim Linux, Softlanding Linux System (SLS) und Yggdrasil Linux. Die älteste heute noch existierende Distribution, Slackware von Patrick Volkerding, folgte 1993 und stammt von Softlanding Linux System ab.
Mit der Ausbreitung der Linux-Distributionen bekamen mehr Menschen die Möglichkeit, das System zu testen, des Weiteren wurden die Distributionen immer umfangreicher, so dass ein immer größerer Einsatzbereich erschlossen werden konnte, was Linux zunehmend zu einer attraktiven Alternative zu Betriebssystemen etablierter Hersteller werden ließ. Im Laufe der Zeit änderte sich auch der Hintergrund der Distributionen: Wurden die ersten Distributionen noch der Bequemlichkeit halber und von Einzelpersonen oder kleinen Gruppen geschrieben, gibt es heutzutage teilweise sehr große Gemeinschaftsprojekte Freiwilliger, Unternehmens-Distributionen oder eine Kombination aus beidem.

### Moderne Distributionen
Hinter den meisten, vorrangig kleinen Distributionen stehen über das Internet koordinierte Projekte Freiwilliger. Die großen Distributionen werden eher von Stiftungen und Unternehmen verwaltet. Auch die Einsatzmöglichkeiten der einzelnen Distributionen differenzierten sich mit der Zeit stark. Vom Desktop-PC über Server-Installationen und Live-CDs bis hin zu Distributionen zu technischen Forschungszwecken ist alles vertreten. Die Zusammensetzung einer üblichen Linux-Distribution für den Desktop-PC umfasst eine große Zahl von Softwarekomponenten, die das tägliche Arbeiten ermöglichen. Die meisten Distributionen werden in Form fertiger CD- oder DVD-Images im Internet bereitgestellt oder mit Support-Verträgen oder Handbüchern verkauft.
Für besondere Anwendungsgebiete existieren oft keine direkt installierbaren Distributionen. Hier werden Frameworks wie OpenEmbedded z. B. für Router oder Handys verwendet, um eine Distribution für den Einsatz auf dem Gerät vorzubereiten.

### Vielfalt
Es wird eine große Anzahl an Distributionen angeboten, die dem Benutzer eine sehr feine Abstimmung der Auswahlkriterien auf die eigenen Bedürfnisse ermöglicht. Die Auswahl der geeignetsten Distribution ist für viele unerfahrene Benutzer daher nicht einfach. Die verwendete Software kann mehr Gewicht für Privatanwender haben als für Unternehmen, die wiederum mehr Wert auf die Verfügbarkeit eines offiziellen Kundendienstes („Support“) legen. Auch kann die Politik des Projekts oder die des Unternehmens hinter der Distribution, z. B. in Bezug auf proprietäre Software, ebenso eine Rolle spielen wie die Eigenschaften der Community in diesem Projekt.
Die Liste von Linux-Distributionen enthält eine Aufzählung der wichtigsten oder populärsten Distributionen.

### Kompatibilität zwischen den Distributionen
Die Vielfalt der Distributionen, die teilweise verschiedene binäre Formate, eigene Verzeichnisstrukturen und ähnliche Unterschiede aufweisen, führt zu einem gewissen Grad an Inkompatibilität zwischen den Distributionen, der bisher auch durch Richtlinien wie den Filesystem Hierarchy Standard und der Linux Standard Base nicht behoben werden konnte. So kann Software, die für die Distribution A bereitgestellt wird, nicht notwendigerweise auch auf der Distribution B installiert werden. Verschiedene Sichtweisen und Lösungsansätze zu dieser Problematik werden im Hauptartikel Linux-Distribution näher beleuchtet.

## Einsatzbereiche

Der Linux-Kernel wird auf unterschiedlichster Hardware eingesetzt und wird von einer großen Menge von sowohl freier als auch proprietärer Software unterstützt.

Die Einsatzgebiete von Linux sind seit der ersten Version stetig erweitert worden und decken heutzutage einen weiten Bereich ab.

### Desktop-Systeme

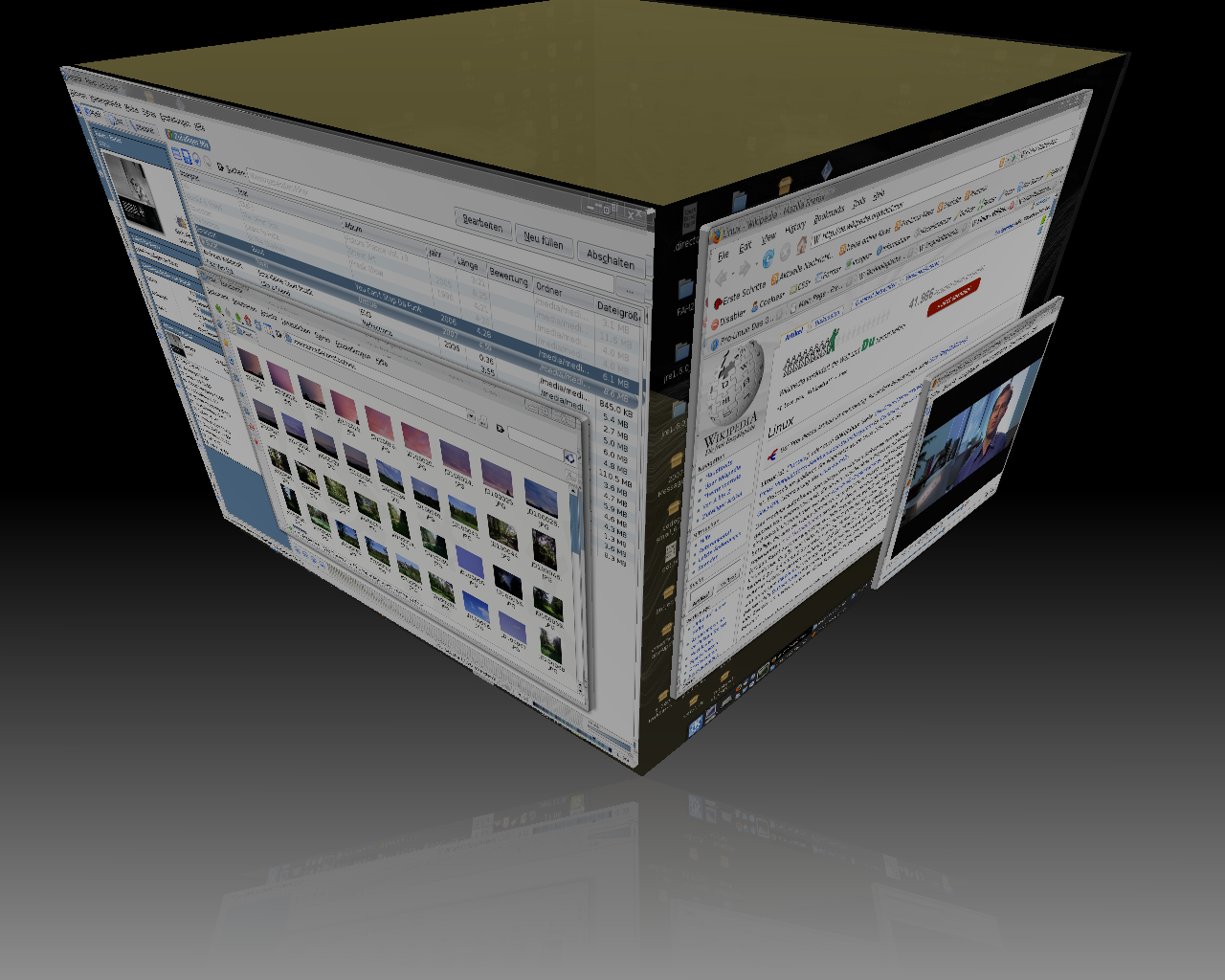
KDE-3D-Desktop mit Firefox, Kaffeine, Konqueror und Amarok

Linux, beziehungsweise eine Linux-Distribution, lässt sich als allein installiertes Betriebssystem betreiben, aber auch innerhalb eines Multi-Boot-Systems einsetzen oder als Live-System von USB-Stick oder optischen Medien betreiben. Parallel installieren kann man Linux beispielsweise neben Windows oder einem BSD wie FreeBSD oder macOS. Moderne Distributionen wie Debian, Ubuntu, Linux Mint oder openSUSE, führen den Nutzer mit Hilfe von grafischen Benutzeroberflächen durch die Installation auf dem PC und erkennen andere Betriebssysteme nahezu immer selbstständig. Aus weit über tausend kostenlosen Programmen kann eine individuelle Kombination ausgewählt werden. Textverarbeitung, Tabellenkalkulation, Multimedia-Anwendungen, Netzwerktools, Spiele oder wissenschaftliche Anwendungen decken die meisten Anwendungsbereiche ab, die im Büroalltag und im Privatbereich wichtig sind.
Trotz des Sicherheitsvorsprungs gegenüber dem am weitesten verbreiteten Betriebssystem Windows und der Möglichkeit der Parallelinstallation und umfangreichen, kostenlosen Softwareangebots wird Linux auf Desktoprechnern nur zögerlich eingesetzt. Auch wenn sich die verbreitetsten Linux-Desktop-Umgebungen ähnlich bedienen lassen wie Windows oder macOS, unterscheiden sie sich durch diverse Systemfunktionen von ihnen. Daher kann wie bei fast jedem Wechsel des Betriebssystems eine gewisse Einarbeitungszeit nötig sein.
Die Installation der meisten Distributionen ist einfach und gibt geläufige Einstellungen vor, auch die Installation der Anwendungen läuft meist vollautomatisch ab, da sie üblicherweise von einem Paketmanager übernommen wird. Da das genaue Vorgehen aber nicht bei allen Linux-Distributionen einheitlich geregelt ist, kann ein Wechsel der Linux-Distribution Einarbeitungszeit erfordern. Die Installation von Programmen, die nicht zum Umfang der Distribution gehören, kann unterschiedlich sein: Im Idealfall existiert eine Paketquelle der Programmentwickler, die im Paketmanager eingebunden werden und über diesen dann installiert werden kann. Daneben gibt es für eine Reihe von Programmen Pakete, die auf die Distribution abgestimmt zum Download verfügbar sind. Im ungünstigsten Fall muss die Software als Quellcode bezogen werden und für das jeweilige System kompiliert werden. Anwendungen, die vom Anbieter nur für macOS oder Windows auf den Markt gebracht wurden, kann man i. d. R. unter Linux mittels API-Implementierungen wie Wine, Cedega oder Darling bzw. GNUstep verwenden. In anderen Fällen muss man zu alternativen Anwendungen greifen, die für Linux verfügbar sind.

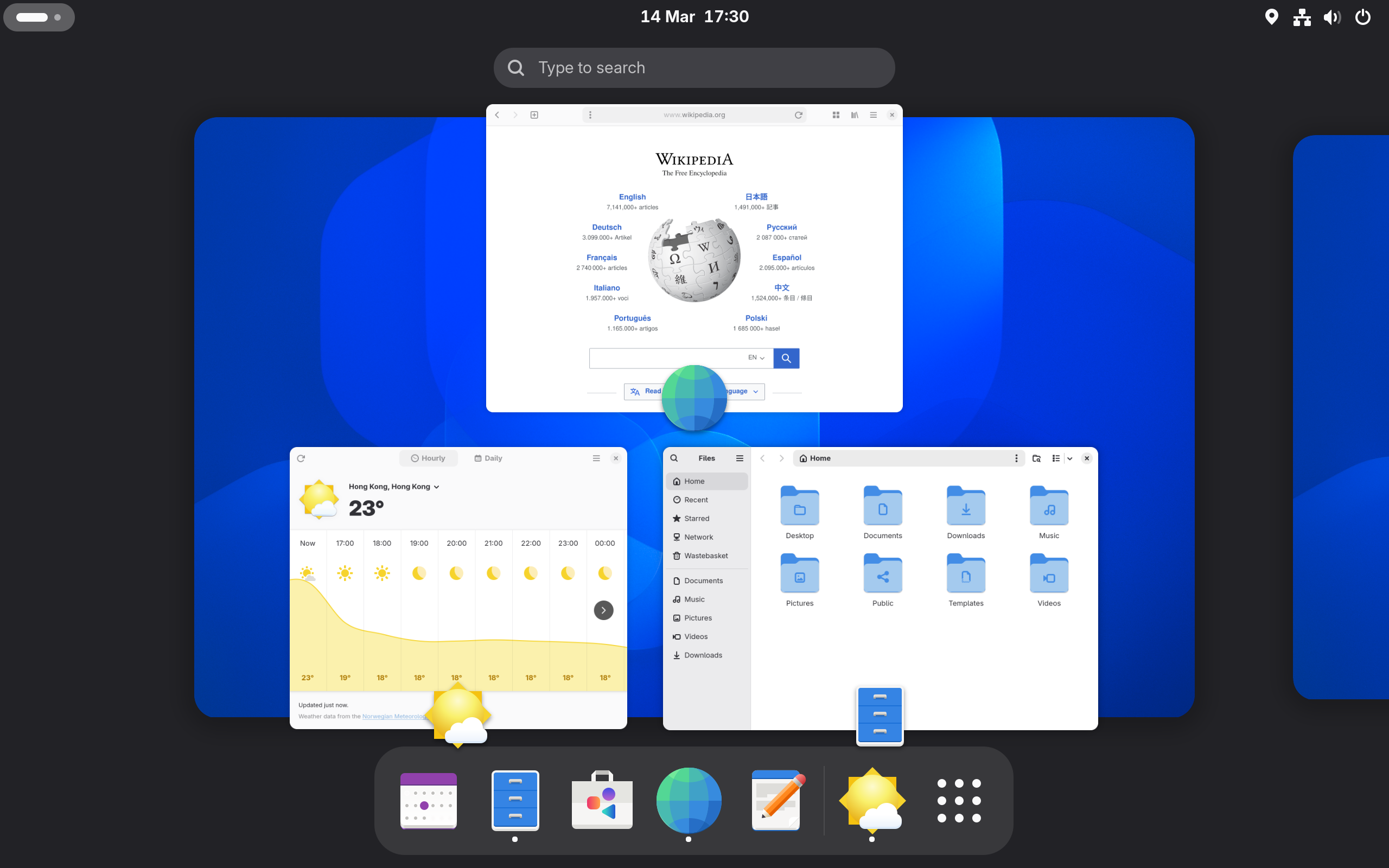
Fensterübersicht des Gnome-Desktops

Die beiden weit verbreiteten Desktop-Umgebungen Gnome und KDE haben unterschiedliche Bedienungskonzepte, weshalb viele Distributoren Standards und Richtlinien veröffentlichen, um sowohl Entwicklern als auch Nutzern den Umgang mit verschiedenen Desktop-Umgebungen nahezubringen und ihn zu vereinheitlichen.
Bekannt geworden sind größere Migrationen von Unternehmen oder Institutionen, die mehrere hundert oder tausend Rechner auf Linux-Desktops umgestellt haben, wie die Stadt München im Rahmen des LiMux-Projekts oder die Umstellung von 20.000 Desktops bei Peugeot Citroën. Die Stadt Schwäbisch Hall stellte die Verwaltung ebenfalls auf Linux um. Durch die Auslieferung vorinstallierter Systeme durch einige Fachhändler sowie die wachsende Beliebtheit einiger Distributionen wie Ubuntu wuchs die Linux-Verwendung auf Desktoprechnern von Anfang 2007 bis Mitte 2008 um fast 30 Prozent. Weltweit wurde im April 2009 im Market-Share-Report von Net Applications erstmals ein Marktanteil von einem Prozent ermittelt. Nachdem er 2010 gemäß NetMarketShare wieder auf 0,9 % gefallen war, stieg der Marktanteil bis Dezember 2011 auf 1,41 %. Ende 2016 lag der Marktanteil bei
2,2 %.
Im August 2023 informierte eine Quelle aus dem indischen Verteidigungsministerium darüber, dass die Regierung plant, vom proprietären Microsoft-Windows-Betriebssystem zu einer eigenen GNU/Linux-Distribution zu wechseln. Hierfür wurde eine „Maya“ getaufte Distribution entwickelt, die auf Ubuntu aufbaut. Noch im August 2023 sollte mit dem Ausrollen begonnen werden.

### Server

Die LAMP-Distribution basiert auf Linux

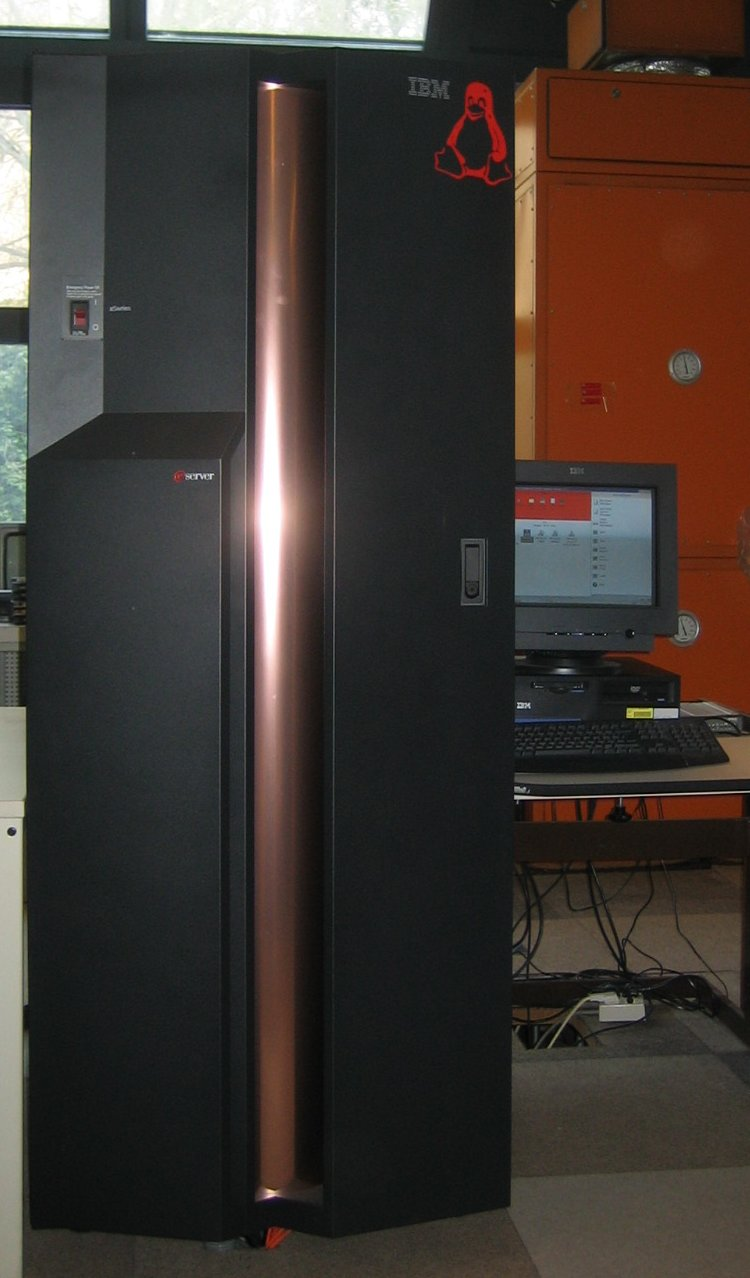
Linux auf System z Type 2066

Aufgrund der Kompatibilität von Linux mit anderen unixoiden Systemen etablierte sich Linux auf dem Servermarkt besonders schnell. Da für Linux schon früh zahlreiche häufig verwendete und benötigte Serversoftware wie Webserver, Datenbankserver und Groupware kostenlos und weitgehend uneingeschränkt zur Verfügung stand, wuchs dort der Marktanteil stetig.
Da Linux als stabil und einfach zu warten gilt, erfüllt es auch die besonderen Bedingungen, die an ein Server-Betriebssystem gestellt werden. Der modulare Aufbau des Linux-Systems ermöglicht zusätzlich das Betreiben kompakter, dedizierter Server. Außerdem führte die Portierung von Linux auf verschiedenste Hardwarekomponenten dazu, dass Linux alle bekannten Serverarchitekturen unterstützt.
Eingesetzt wird es dabei für praktisch alle Aufgaben. Eines der bekanntesten Beispiele ist die Linux-Server-Konfiguration LAMP, bei der Linux mit Apache, MySQL und PHP/Perl (manchmal auch Python) kombiniert wird. Auch proprietäre Geschäftssoftware wie SAP R/3 ist inzwischen auf verschiedenen Distributionen verfügbar und erreichte über 1.000 Installationen. Das Linux Terminal Server Project ermöglicht es, sämtliche Software außer dem BIOS der Clients zentral zu verwalten.
Da Linux auf einer Vielzahl von verschiedenen Hardwaretypen betrieben werden kann, ist auch die für Linux-Server genutzte Hardware ähnlich umfangreich. Auch moderne Hardware wie die von IBMs eServer p5 wird unterstützt und ermöglicht dort das parallele Ausführen von bis zu 254 Linux-Systemen (Modell p595). Auf IBM-Großrechnern der aktuellen System-z-Linie läuft Linux wahlweise nativ, mittels PR/SM in bis zu 30 LPARs oder in jeder davon unter z/VM in potenziell unbegrenzt vielen, real einigen zehntausend virtuellen Maschinen.
Im Januar 2017 wurden mindestens 34 % aller Websites über einen Linux-Server bereitgestellt. Da sich nicht alle Linux-Server als solche zu erkennen geben, könnte der tatsächliche Anteil um bis zu 31 Prozentpunkte höher liegen. Ein tatsächlicher Marktanteil von bis zu ca. 65 % ist daher nicht auszuschließen. Der Marktanteil der verkauften Linux-Server-Systeme lag im zweiten Quartal 2013 bei 23,2 %. Da es nicht unüblich ist, dass auf Servern vom Kunden selbst ein anderes Betriebssystem installiert wird, gibt diese Zahl nur bedingt Auskunft über die tatsächliche Nutzung von Linux auf Serversystemen.

### Smartphone- und Tablet-Systeme

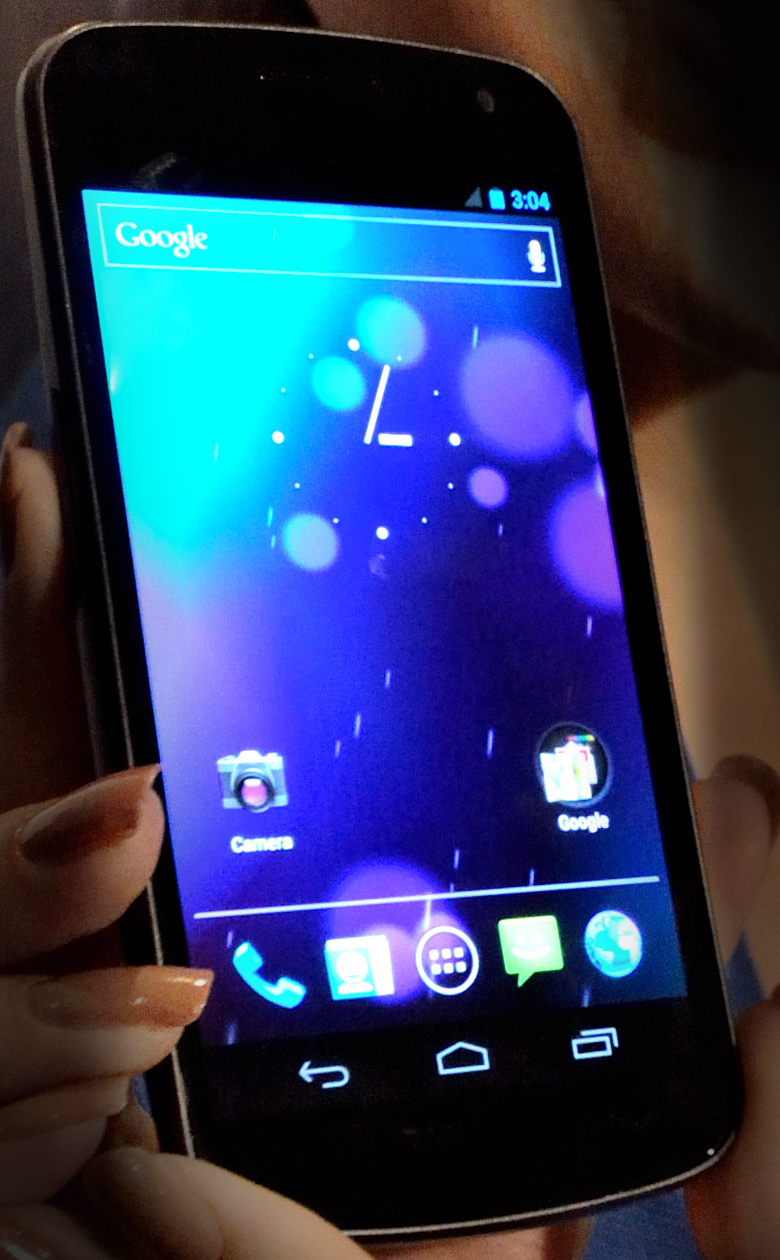
Galaxy Nexus mit Android

Für Smartphones und Tablets gibt es speziell optimierte Linux-Distributionen. Sie bieten neben den Telefonie- und SMS-Funktionen diverse PIM-, Navigations- und Multimedia-Funktionen. Die Bedienung erfolgt typischerweise über Multi-Touch oder mit einem Stift. Linux-basierte Smartphonesysteme werden meist von einem Firmenkonsortium oder einer einzelnen Firma entwickelt und unterscheiden sich teilweise sehr stark von den sonst klassischen Desktop-, Embedded- und Server-Distributionen. Anders als im Embedded-Bereich sind Linux-basierte Smartphonesysteme aber nicht auf ein bestimmtes Gerät beschränkt, vielmehr dienen sie als Betriebssystem für Geräte ganz unterschiedlicher Modellreihen und werden oft herstellerübergreifend eingesetzt.
Die Architektur dieser Smartphone- und Tablet-Distributionen hat neben dem Linux-Kernel teilweise wenig mit den klassischen Distributionen gemein. So wird von Android nur ein Teil der sonst üblichen GNU-Software-Umgebung genutzt. Die meist auf Linux genutzten UNIX-artigen Dienste und Tools werden teilweise durch eine Java-Laufzeitumgebung ersetzt. Dadurch entstehen neue Programmierschnittstellen, die sich auf beliebigen anderen Plattformen emulieren bzw. umsetzen lassen. Trotzdem wird Android als Linux-Distribution angesehen, die viele Eigenschaften mitbringt, die es mit zahlreichen Embedded-Linux-Distributionen teilt. Andere Smartphone-Distributionen, wie etwa Firefox OS, Ubuntu for phones, Maemo, Tizen, Mer, Sailfish OS und MeeGo nutzen größere Teile der klassischen GNU-Software-Umgebung, so dass diese Distributionen teilweise einfacher mit klassischen Linux-Anwendungen ergänzt werden können und somit eher Linux-Distributionen im klassischen Sinne entsprechen.
Das von HP Palm entwickelte WebOS setzt ebenfalls auf dem Linux-Kernel auf, das Userland jedoch besteht aus einer proprietären Entwicklung unter anderer Lizenz. Auch das ehemals von Samsung entwickelte Bada war neben einem RTOS-Kernel auch auf einem Linux-Kernel nutzbar, was aber von Samsung nie in dieser Kombination verkauft wurde.
Linux-Systeme haben seit Ende 2010 die Marktführerschaft auf dem schnell wachsenden Smartphone-Markt übernommen. Sie weisen in Deutschland seit Februar 2013 durchgehend einen Marktanteil von über 70 % auf mit einem bisherigen Maximum von über 82 % im Juli 2014 (Anteile Linux-basierter Alternativen zu Android wurden in der Statistik nicht explizit angegeben). Vorwiegend Android-Geräte haben iOS, Windows Phone und Symbian erfolgreich zurückgedrängt.

### Supercomputer

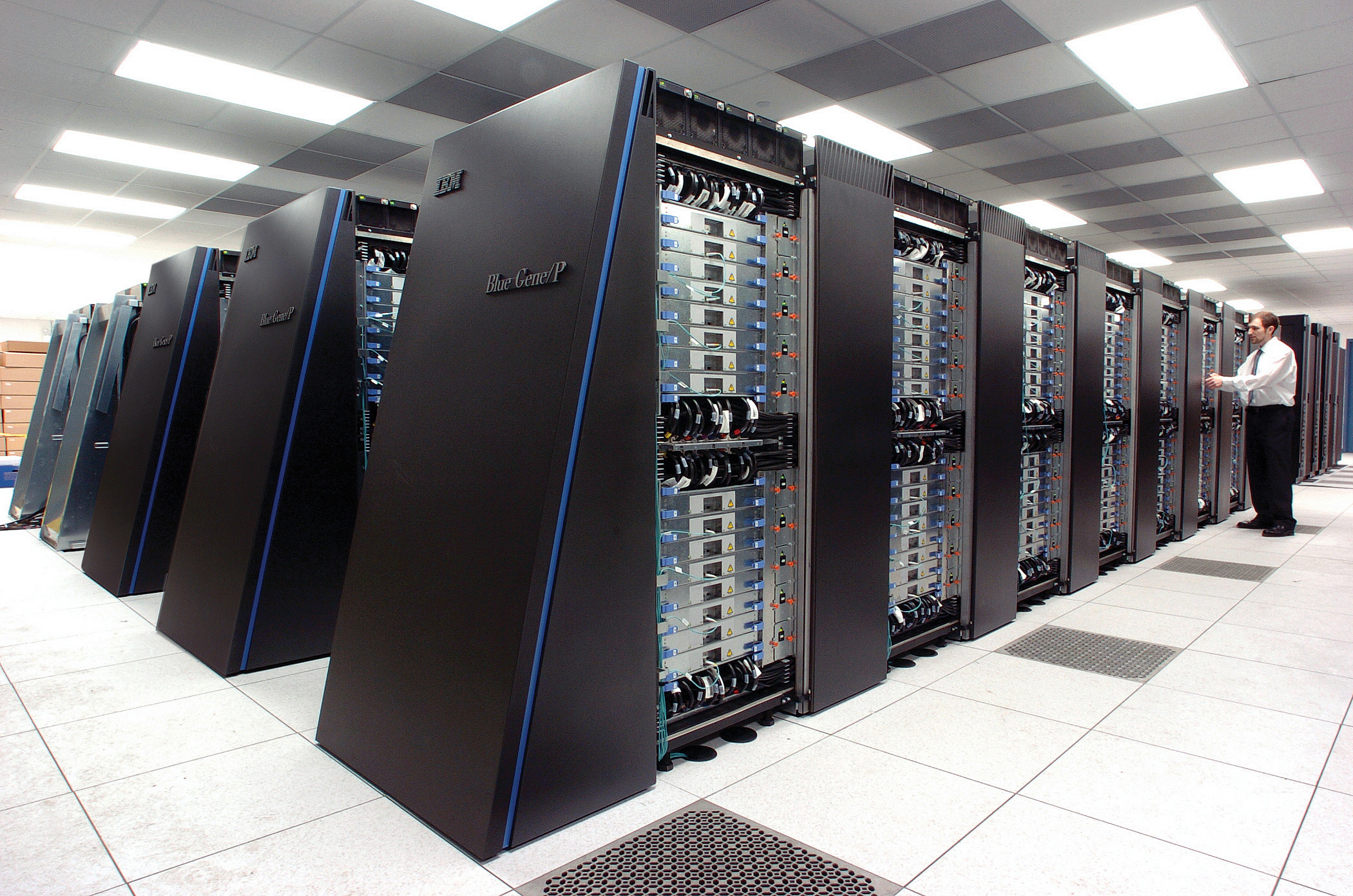
IBM Blue Gene

Da Linux beliebig angepasst und optimiert werden kann, verbreitete es sich auch in Rechenzentren, in denen speziell angepasste Versionen auf Großrechnern, Computerclustern (siehe Beowulf) oder Supercomputern laufen.
In der TOP500-Liste der schnellsten Supercomputer (Stand: November 2024) werden alle gelisteten Systeme mit Linux betrieben. Im November 2017 fiel der letzte Supercomputer ohne Linux aus der Liste – er hatte IBM AIX als Betriebssystem. Der im Desktop-Bereich größte Konkurrent Windows spielt bei Höchstleistungsrechnern keine Rolle. Im November 2015 verschwand das letzte System mit diesem Betriebssystem aus der TOP500-Liste.

### (Automobil-)Industrie
Linux setzt sich aus vielfältigen Gründen auch immer mehr in der Industrie, speziell in der Automobilindustrie, durch. Das weltweit erste von Linux betriebene Infotainment-System wurde von General Motors in Kooperation mit Bosch entwickelt. Die GENIVI Alliance definiert Anforderungen an eine Linux-Distribution speziell für Infotainment-Systeme in Fahrzeugen. Die größte Marktdurchdringung besitzt Linux in Japan. Zu den bekannten Unternehmen, die Linux verwenden, gehören: Ashisuto, Aisin AW, JVC KENWOOD Corporation, NTT DATA MSE und Turbo Systems.

### Weitere Einsatzbereiche
Ferner können auch NAS-Speichersysteme oder WLAN-Router Linux als Betriebssystem nutzen. Vorteil ist, dass eine sehr aktive Entwickler-Community besteht, auf deren Ressourcen (der Kernel mit den Schnittstellen-, Speicherverwaltungs- und Netzwerkfunktionen, aber z. B. auch umfangreiche Entwicklerprogramme, bereits bestehender Code wie die Benutzeroberflächen OPIE oder GPE Palmtop Environment, Erfahrung etc.) die Hersteller dabei zurückgreifen können.

## Sicherheit

### Allgemeines
Die Gründe für die Bewertung von Linux als sicheres System sind verschieden und hängen von dessen Aufgaben und der verwendeten Softwarekonfiguration ab. So verfügt Linux als Desktop-System über eine strenge Unterteilung der Zugriffsrechte, die bei anderen verbreiteten Desktop-Systemen im Normalfall nicht eingehalten wird. Dies führt unter anderem dazu, dass viele Funktionsprinzipien verbreiteter Würmer und Viren bei Linux nicht greifen können beziehungsweise nur den ausführenden Benutzer, jedoch nicht das ganze System, kompromittieren können. Eine Kompromittierung des Nutzers kann gleichwohl zu sensiblen Datenverlusten führen. Bisher traten nur sehr wenige Viren unter Linux auf, beispielsweise Staog und Bliss. Im Vergleich zu anderen Desktop-Systemen erfuhr Linux die erste größere Verbreitung bei Nutzern mit einem sehr technischen und sicherheitsbewussten Umfeld. Die Entwicklung geschah somit, verglichen mit anderen verbreiteten Desktop-Systemen, unter den Augen eines sehr sicherheitskritischen Publikums. Im Gegensatz zu Desktop-Systemen hängt die Sicherheit bei Serversystemen primär vom Grad der Erfahrung der Administratoren mit dem System selbst ab. Linux punktet dabei durch die freie Verfügbarkeit, die es Administratoren ermöglicht, das System ohne Mehrkosten in verschiedensten Testszenarien zu installieren und dort ausgiebig zu untersuchen. Zudem gibt es eine Reihe von speziell gehärteten Linux-Distributionen, welche besonderen Wert auf Sicherheitsaspekte legen. Initiativen wie SELinux bemühen sich dort um das Erfüllen hoher Sicherheitsstandards.
Da Linux quelloffene Software ist, kann jeder den Quellcode studieren, untersuchen und anpassen. Dies führt unter anderem auch dazu, dass der Quellcode (sei es zum Zwecke der Anpassung, zum Zwecke der Schulung, aus dem Sicherheitsinteresse einer Institution oder eines Unternehmens heraus oder aus privatem Interesse) von mehr Menschen studiert wird, als dies bei proprietären Programmen der Fall sein kann, wodurch Sicherheitslücken schneller auffallen (und dann behoben werden können).

### Sicherheitsaktualisierungen
Ein wesentliches Merkmal vieler Linux-Distributionen ist es, dass sie kostenlos und automatisiert Sicherheitsaktualisierungen für alle bereitgestellte Software anbieten. Diese Funktion existiert zwar auch bei anderen gängigen Betriebssystemen, erfasst dort aber nicht alle bereitgestellte Software, funktioniert nicht durchgehend automatisch oder ist nicht kostenlos, weshalb die Hürde, solche Aktualisierungen einzuspielen, bei anderen Betriebssystemen höher ist als bei Linux.
Unter anderem wegen der allgemein verfügbaren Sicherheitsaktualisierungen sind Antivirenprogramme für Linux wenig verbreitet. Anstatt mit einem Antivirenprogramm nach Schadsoftware suchen zu lassen, die bekannte Sicherheitslücken in der installierten Anwendungssoftware ausnutzt, können die bekannten Lücken bereits über Sicherheitsaktualisierungen geschlossen werden. Die existierenden Antivirenprogramme für Linux werden daher hauptsächlich dafür eingesetzt, um Datei- und E-Mail-Server auf Viren für andere Betriebssysteme zu untersuchen.

### Technische Fähigkeiten
Linux verfügt über viele der Fähigkeiten, welche für eine sicherheitstechnisch anspruchsvolle Umgebung erforderlich sind. Dazu gehört sowohl eine einfache Nutzer- und Gruppenrechteverwaltung mittels Role Based Access Control, wie auch eine komplexere Rechteverwaltung mit Hilfe von Access Control Lists. Zusätzlich implementieren viele aktuelle Distributionen auch Mandatory-Access-Control-Konzepte mit Hilfe der SELinux/AppArmor-Technik.
Ebenso bietet fast jede Linux-Distribution auch eine Secure-Shell-Implementierung (zumeist OpenSSH) an, mit der authentifizierte verschlüsselte und deswegen sichere Verbindungen zwischen Computern gewährleistet werden können. Andere Verschlüsselungstechniken wie Transport Layer Security werden ebenfalls voll unterstützt.
Im Rahmen der Verschlüsselung für auf Medien gespeicherte Daten steht das Kryptographie-Werkzeug dm-crypt zur Verfügung, das eine Festplattenverschlüsselung ermöglicht. Es bietet dabei die Möglichkeit der Verschlüsselung nach aktuellen Standards wie dem Advanced Encryption Standard. Transparente Verschlüsselung, bei der nur einzelne Dateien statt ganzer Festplatten verschlüsselt werden, stellen die Verschlüsselungserweiterung EncFS und das Dateisystem ReiserFS zur Verfügung. Zu den Sicherheitszertifikaten, die im Zusammenhang mit Linux erworben wurden, siehe den Abschnitt Software-Zertifikate.

## Zertifikate

### Personalzertifikate
Um den Grad der Kenntnisse von Technikern und Administratoren messbar zu machen, wurden eine Reihe von Linux-Zertifikaten ins Leben gerufen. Das Linux Professional Institute (LPI) bietet dafür eine weltweit anerkannte Linux-Zertifizierung in drei Levels, die ersten beiden Level (LPIC-1 und LPIC-2) mit jeweils zwei Prüfungen und den dritten Level (LPIC-3) mit einer Core-Prüfung (301) und mehreren optionalen Erweiterungsprüfungen. Auch die großen Linux-Distributoren wie Red Hat, openSUSE und Ubuntu bieten eigene Schulungszertifikate an, die aber zum Teil auf die Distributionen und deren Eigenheiten ausgelegt sind.

### Software-Zertifikate
Um den Grad der Sicherheit von Technikprodukten zu bewerten, gibt es ebenfalls eine Reihe von Zertifikaten, von denen wiederum viele für bestimmte Linux-Distributionen vergeben wurden. So besitzt z. B. das Suse Linux Enterprise Server 9 des Linux-Distributors Novell die Sicherheitszertifikation EAL4+ nach den Common Criteria for Information Technology Security Evaluation erhalten, Red Hat erhielt für seine Redhat Enterprise Linux 4 Distribution ebenso die EAL4+-Zertifizierung. Ein Problem bei der Zertifizierung stellen für viele Distributoren allerdings die hohen Kosten dar. So kostet eine Zertifizierung nach EAL2 etwa 400.000 US-Dollar.

## Hardwareunterstützung
Eine häufige Schwierigkeit beim Einsatz von Linux bestand darin, dass oft keine ausreichende Hardware-Unterstützung gegeben war. Tatsächlich verfügt Linux inzwischen zahlenmäßig über mehr mitgelieferte Treiber als vergleichbare Systeme (Windows, macOS). Das führt dazu, dass in der Regel nicht einmal eine Treiber-Installation notwendig ist und dass sogar ein Wechsel von Hardware reibungslos möglich ist. Das bietet dem Anwender deutlich mehr Komfort als bei vergleichbaren Betriebssystemen, da so z. B. ein problemloser Umzug des Betriebssystems auf einen anderen Rechner oder sogar die Installation des Betriebssystems auf Wechseldatenträgern möglich ist, ohne dass hierfür spezielle Anpassungen am System nötig wären.
Oft ist diese reibungslose Hardware-Unterstützung jedoch nicht gegeben. Das gilt insbesondere für aktuelle neue Hardware. Die Ursache liegt darin begründet, dass nur wenige Hardwarehersteller selbst Linux-Treiber für ihre Hardware zur Verfügung stellen oder diese nur in vereinfachter Form vorliegen. Während für Hardware mit offen dokumentierter, standardisierter Schnittstelle (z. B. Mäuse, Tastaturen, Festplatten und USB-Host-Controller) Treiber zur Verfügung stehen, ist dies für andere Hardwareklassen (z. B. Netzwerkschnittstellen, Soundkarten und Grafikkarten) nicht immer der Fall. Viele Hardwarehersteller setzen auf proprietäre hardwarespezifische Schnittstellen, deren Spezifikation zudem nicht öffentlich zugänglich ist, sodass sie mittels Black-Box-Analyse bzw. Reverse Engineering erschlossen werden muss. Beispiele hierfür sind Intels HD Audio-Schnittstelle und deren Linux-Implementierung snd-hda-intel oder der freie 3D-Grafiktreiber nouveau für bestimmte 3D-Grafikchips von Nvidia. Ein anderes Beispiel ist der Energieverwaltungsstandard ACPI, der sehr komplex und auf die jeweilige Hauptplatine zugeschnitten ist, sodass eine Implementierung durch die Linux-Gemeinschaft aus Mangel an Ressourcen oder Hintergrundwissen oft unzureichend ist. Oft kann in diesem Zusammenhang auch das Mitwirken der Anwender hilfreich sein, indem sie auf Probleme hinweisen und idealerweise sogar technische Informationen zu ihrer Hardware ermitteln und der Linux-Gemeinschaft zur Verfügung stellen oder Entwicklerversionen vor der Veröffentlichung testen.
Ein oft genannter Grund für die Nichtbereitstellung von Linuxtreibern ist das Entwicklungsmodell des Linux-Kernels: Da er keine feste Treiber-API besitzt, müssen Treiber immer wieder an Veränderungen in den einzelnen Kernel-Versionen angepasst werden. Direkt in den Kernel integrierte Treiber werden zwar von den Kernel-Entwicklern meist mit gepflegt, müssen aber unter der GNU General Public License (GPL) veröffentlicht sein, was einige Hardware-Hersteller ablehnen. Extern zur Verfügung gestellte Treiber müssen aber ebenfalls ständig angepasst und in neuen Versionen veröffentlicht werden, was einen enormen Entwicklungsaufwand mit sich bringt. Außerdem ist die rechtliche Lage solcher externen Module, die nicht unter der GPL stehen, umstritten, weil sie in kompilierter Form technisch bedingt GPL-lizenzierte Bestandteile des Kernels enthalten müssen.
Das Problem der Hardwareunterstützung durch sogenannte Binärtreiber (Gewähren von Binärdateien ohne Offenlegung des Quellcodes) wird im Linux-Umfeld kontrovers diskutiert: Während manche für einen Ausschluss proprietärer Kernel-Module plädieren, befürworten andere, dass einige Hersteller überhaupt – zur Not auch proprietäre – Treiber bereitstellen, mit dem Argument, dass die Linux-Nutzer ohne sie benachteiligt wären, weil sie sonst von bestimmter Hardware schlicht abgeschnitten wären.
Allerdings können Treiber für viele Geräteklassen (z. B. alle per USB oder Netzwerk angeschlossenen Geräte) auch ganz ohne Kernelcode programmiert werden, was sogar die bevorzugte Vorgehensweise ist.

## Digitale Rechteverwaltung
Linus Torvalds betont, dass sich Linux und digitale Rechteverwaltung (DRM) nicht ausschließen. Auch sind freie DRM-Verfahren zur Nutzung unter Linux verfügbar.
In der Praxis ist die Nutzung DRM-geschützter Medien unter Linux jedoch seltener möglich als unter anderen Systemen, da aufgrund des Prinzips des Digital Rights Management allein die Rechteinhaber entscheiden können, auf welchen DRM-Systemen ihre Medien genutzt werden dürfen. Die dabei eingesetzten Verfahren sind nicht standardisiert, sondern werden von den jeweiligen Herstellern kontrolliert, und die beiden größten Hersteller von DRM-Systemen im Consumer-Umfeld, Microsoft und Apple, haben bis Oktober 2009 keine entsprechenden Programme für Linux veröffentlicht oder auch nur entsprechende Absichten bekundet.
Allerdings gibt es Windows-DRM-zertifizierte Software, die unter Linux eingesetzt werden kann, wie sie beispielsweise bei der AVM FRITZ!Media 8020 verwendet wird.
Grundsätzlich besteht bei DRM-Verfahren die Notwendigkeit, dass die Daten, an denen der Nutzer nur eingeschränkte Rechte erhalten soll, dem Nutzer zu keiner Zeit in unverschlüsselter Form zur Verfügung gestellt werden dürfen, da er ja sonst in diesem Moment eine unverschlüsselte Kopie anfertigen könnte. Da Linux quelloffen ist, ist es dem Nutzer leicht möglich, den entsprechenden Programmteil eines lokalen, rein softwarebasierten DRM-Systems durch eigenen Code zu ersetzen, der genau dies tut.

## Veranstaltungen und Medien

### Kongresse

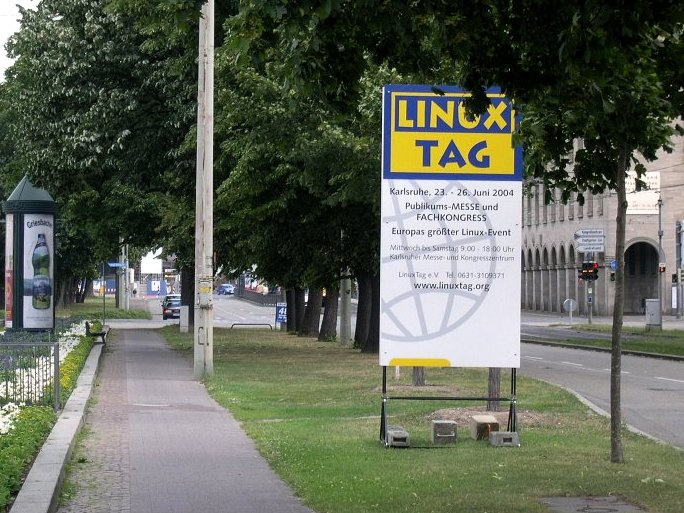
Der LinuxTag 2004 im Kongresszentrum Karlsruhe

Bis 2014 war der LinuxTag die größte jährlich stattfindende Messe zu den Themen Linux und freie Software in Europa. Neben den Ausstellungen aller namhaften Unternehmen und Projekte aus dem Linux-Umfeld wurde den Besuchern auch ein Vortragsprogramm zu verschiedenen Themen geboten. Der LinuxTag selbst existierte von 1996 bis 2014 und zog zuletzt jährlich mehr als 10.000 Besucher an. Neben dem großen LinuxTag gibt es noch eine Vielzahl kleinerer und regionaler Linuxtage, die oft mit Unterstützung von Universitäten organisiert werden. Seit 2015 sind die Chemnitzer Linux-Tage die größte Veranstaltung dieser Art in Deutschland.
Zu den weiteren internationalen Messen gehört der Linux Kongress – Linux System Technology Conference in Hamburg. Ein Kuriosum ist die jährlich stattfindende LinuxBierWanderung, die Linux-Enthusiasten der ganzen Welt eine Möglichkeit zum gemeinsamen „Feiern, Wandern und Biertrinken“ geben will.
Neben den allgemeinen Messen und Kongressen findet jedes Jahr das LUG-Camp statt. Dieses wird seit dem Jahr 2000 von Linux-Benutzern aus dem Raum Flensburg bis hin zur Schweiz organisiert und besucht.
Als bekannt wurde, dass der LinuxTag 2015 im Messeformat ausfällt, nahmen andere Menschen dies als Anlass den Linux Presentation Day (kurz LPD) zu etablieren. Der LPD ist allerdings nicht als Ersatz für den LinuxTag gedacht. Stattdessen hat sich der LPD auf die Fahnen geschrieben, Linux auf dem Desktop zu mehr Erfolg zu verhelfen. Dazu wird er meist von den mittlerweile weltweit verteilten Linux User Groups (Linux Benutzer Gruppen) als eine Art Messe veranstaltet.

### Printmedien und elektronische Medien
Mit der zunehmenden Verbreitung von Linux entwickelte sich auch ein Angebot an Printmedien, die sich mit der Thematik beschäftigen. Neben einer Vielzahl an Büchern zu nahezu allen Aspekten von Linux haben sich auch regelmäßig erscheinende Zeitschriften auf dem Markt etabliert. Bekannteste Vertreter sind hier die einzelnen Hefte der Computec Media, die monatlich (Linux-Magazin, LinuxUser) oder vierteljährlich (EasyLinux) erscheinen. Schon seit einer ganzen Weile produzieren auch andere große Verlage wie IDG mit der zweimonatlich erscheinenden LinuxWelt sowie Heise mit der in unregelmäßiger Abfolge erscheinenden c't Linux Heftreihen beziehungsweise Sonderhefte zu langjährig bestehenden Computerzeitschriften, nämlich PCWelt und c’t. Darüber hinaus gibt es auch noch für die Distribution „Ubuntu Linux“ und ihre Derivate das jährlich viermal erscheinende Magazin UbuntuUser, das durch den Medienanbieter Computec Media veröffentlicht wird.

## Rezeption

### Wissenschaft
Der Asteroid (9885) Linux wurde am 12. Oktober 1994 entdeckt. Er wurde nach dem Linux-Kernel benannt.

### Filme
Die Thematik rund um Linux wurde auch in einer Reihe von Dokumentationen behandelt. So behandelt der Kino-Dokumentationsfilm Revolution OS die Geschichte von Linux, freier Software und Open Source und stützt sich dabei größtenteils auf diverse Interviews mit bekannten Vertretern der Szene. Die TV-Dokumentation Codename: Linux, in Deutschland von Arte ausgestrahlt, geht ähnliche Wege, stellt aber auch einen chronologischen Verlauf der Entwicklung von Linux und Unix dar.